# Broad River (Derwent River)
Der Broad River ist ein Fluss im Süden des australischen Bundesstaates Tasmanien.

## Geografie

### Flusslauf
Der fast 24 Kilometer lange Fluss entspringt im Lake Seal an den Westhängen der McAuleys Ridge, eines Gebirgszuges im Zentrum des Mount-Field-Nationalparks. Von dort fließt er nach Norden durch den Lake Webster und dann nach Nord-Nordosten und mündet in die Cluny Lagoon und damit in den Derwent River.

### Nebenflüsse mit Mündungshöhen
- Davis River – 588 m
- Fehlbergs Creek – 178 m[1]

### Durchflossene Seen und Stauseen
- Lake Seal – 911 m
- Lake Webster – 830 m
- Cluny Lagoon – 102 m[1]